# Bazouges-sur-le-Loir
Pour les articles homonymes, voir Bazouges (homonymie).
Bazouges-sur-le-Loir est une ancienne commune française, située dans le département de la Sarthe en région Pays de la Loire, peuplée de 1 190 habitants. Elle est devenue commune déléguée de Bazouges-Cré-sur-Loir le 1er janvier 2017.
La commune fait partie de la province historique de l'Anjou, et se situe dans le Baugeois.

## Géographie

### Localisation
Bazouges-sur-le-Loir, commune du sud du département de la Sarthe limitrophe du département de Maine-et-Loire, est située au cœur du Maine angevin.
En distances orthodromiques (en ligne droite), Le Mans, préfecture du département, se trouve à 44 km au nord-est (50 km par route); Angers (Maine-et-Loire) à 37,8 km au sud-ouest (41 km par la route); et La Flèche, la ville la plus proche, à 7,4 km à l'est.

### Communes limitrophes
Les communes limitrophes sont Crosmières, Cré-sur-Loir, La Flèche, ainsi que trois communes de Maine-et-Loire, Durtal, Les Rairies et Fougeré.

### Voies de communication et transports
Bazouges-sur-le-Loir est traversée par la RD 323, ancienne RN 23, reliant Paris à Nantes via Le Mans et Angers. Elle arrive à l'est en provenance de La Flèche et repart au sud-ouest en direction de Durtal. La RD 70 dessert également la commune, du sud depuis Les Rairies jusqu'au nord vers Crosmières. Enfin, la RD 100 quitte Bazouges vers le nord en direction de La Chapelle-d'Aligné.
Le transport scolaire est géré par le conseil général de la Sarthe. Plusieurs arrêts sont programmés à Bazouges-sur-Loir pour se rendre aux collèges et lycées de La Flèche.

### Géologie et relief
La superficie de la commune est de 2 990 hectares. L'altitude varie entre 22 et 99 mètres. Le point le plus haut se situe au nord de la commune, à proximité du lieu-dit « les Richotières », tandis que le point le plus bas se trouve sur le Loir, à la limite communale avec Durtal.

### Hydrographie
Le Loir est le principal cours d'eau de la commune, il s'y écoule d'est en ouest. Le Loir reçoit à Bazouges les eaux de deux de ses affluents, le ruisseau de Verdun et le Bois qui borde la commune à l'est.

### Climat
Bazouges-sur-le-Loir est soumis à un climat de type océanique dégradé. Les données climatiques sont comparables à celles de la station Le Mans-Arnage, située à moins de 40 km à « vol d'oiseau » de Bazouges-sur-le-Loir.

## Toponymie
Le nom Bazouges est une variante de l'ancien français bazoge, terme issu du latin basilica, qui désignait un tribunal ou un « marché couvert » à l'époque gallo-romaine, puis une église à partir du Haut Moyen Âge. On retrouve ce toponyme dans les régions situées aux limites de l'ancienne province de l'Anjou. La basilique en question a été fondée par Bruère, veuve de Brunulf, frère de la deuxième femme de Clotaire II. Bazouges est devenue Bazouges-sur-le-Loir en 1894.
Le Loir est le principal cours d'eau de la commune, il s'y écoule d'est en ouest. Le Loir reçoit à Bazouges les eaux de deux de ses affluents, le ruisseau de Verdun qui s'écoule à l'ouest de la commune de Cré-sur-Loir.
Le gentilé est Bazougeois.

## Histoire
- Cette baronnie relevait de la sénéchaussée de La Flèche en Anjou.
- La famille de Baudouin de Champagne fut une dynastie de seigneurs à Bazouges au Moyen Âge.
- Guillaume de Quatrebarbes, né le 26 janvier 1561, en fut le gouverneur.
- Le 1er janvier 2017, la commune fusionne avec Cré-sur-Loir pour former la commune nouvelle de Bazouges-Cré-sur-Loir[14].

## Politique et administration
| Période                                  | Période          | Identité           | Étiquette | Qualité                                   |
| ---------------------------------------- | ---------------- | ------------------ | --------- | ----------------------------------------- |
| (avant 2001)                             | mars 2008        | Xavier Bouchet     |           |                                           |
| mars 2008                                | novembre 2009    | Louis Lamballe     |           |                                           |
| novembre 2009                            | mars 2014        | André Palomba      |           | Cadre retraité d'une compagnie pétrolière |
| mars 2014                                | 31 décembre 2016 | Gwénaël de Sagazan | DVD       | Chef d'entreprise                         |
| Les données manquantes sont à compléter. |                  |                    |           |                                           |

## Démographie
En 2021, la commune comptait 1 190 habitants. Depuis 2004, les enquêtes de recensement dans les communes de moins de 10 000 habitants ont lieu tous les cinq ans (en 2004, 2009, 2014, etc. pour Bazouges-sur-le-Loir) et les chiffres de population municipale légale des autres années sont des estimations.
| 1793  | 1800  | 1806  | 1821  | 1831  | 1836  | 1841  | 1846  | 1851  |
| ----- | ----- | ----- | ----- | ----- | ----- | ----- | ----- | ----- |
| 1 396 | 1 533 | 1 646 | 1 695 | 1 823 | 1 749 | 1 781 | 1 764 | 1 830 |

| 1856  | 1861  | 1866  | 1872  | 1876  | 1881  | 1886  | 1891  | 1896  |
| ----- | ----- | ----- | ----- | ----- | ----- | ----- | ----- | ----- |
| 1 776 | 1 673 | 1 656 | 1 604 | 1 584 | 1 576 | 1 585 | 1 509 | 1 538 |

| 1901  | 1906  | 1911  | 1921  | 1926  | 1931  | 1936  | 1946  | 1954  |
| ----- | ----- | ----- | ----- | ----- | ----- | ----- | ----- | ----- |
| 1 518 | 1 456 | 1 398 | 1 201 | 1 190 | 1 130 | 1 107 | 1 222 | 1 035 |

| 1962  | 1968  | 1975  | 1982  | 1990  | 1999  | 2004  | 2009  | 2014  |
| ----- | ----- | ----- | ----- | ----- | ----- | ----- | ----- | ----- |
| 1 128 | 1 103 | 1 244 | 1 186 | 1 088 | 1 086 | 1 177 | 1 184 | 1 273 |

| 2018  | - | - | - | - | - | - | - | - |
| ----- | - | - | - | - | - | - | - | - |
| 1 232 | - | - | - | - | - | - | - | - |

## Économie
En 2010, le revenu fiscal médian par ménage était de 29 201 €, ce qui plaçait Bazouges-sur-le-Loir au 15 470e rang parmi les 31 525 communes de plus de 39 ménages en métropole.
En 2009, la population âgée de 15 à 64 ans s'élevait à 700 personnes, parmi lesquelles on comptait 76,7 % d'actifs dont 70,6 % ayant un emploi et 6,1 % de chômeurs.
On comptait 375 emplois dans la zone d'emploi, contre 406 en 1999. Le nombre d'actifs ayant un emploi résidant dans la zone d'emploi étant de 495, l'indicateur de concentration d'emploi est de 75,7 %, ce qui signifie que la zone d'emploi offre un peu moins de trois emplois pour quatre habitants actifs.
Au 31 décembre 2010, Bazouges-sur-le-Loir comptait 79 établissements : 17 dans l’agriculture-sylviculture-pêche, 7 dans l'industrie, 5 dans la construction, 41 dans le commerce-transports-services divers et 9 étaient relatifs au secteur administratif. En 2011, quatre entreprises ont été créées à Bazouges-sur-le-Loir.

## Culture locale et patrimoine

### Lieux et monuments

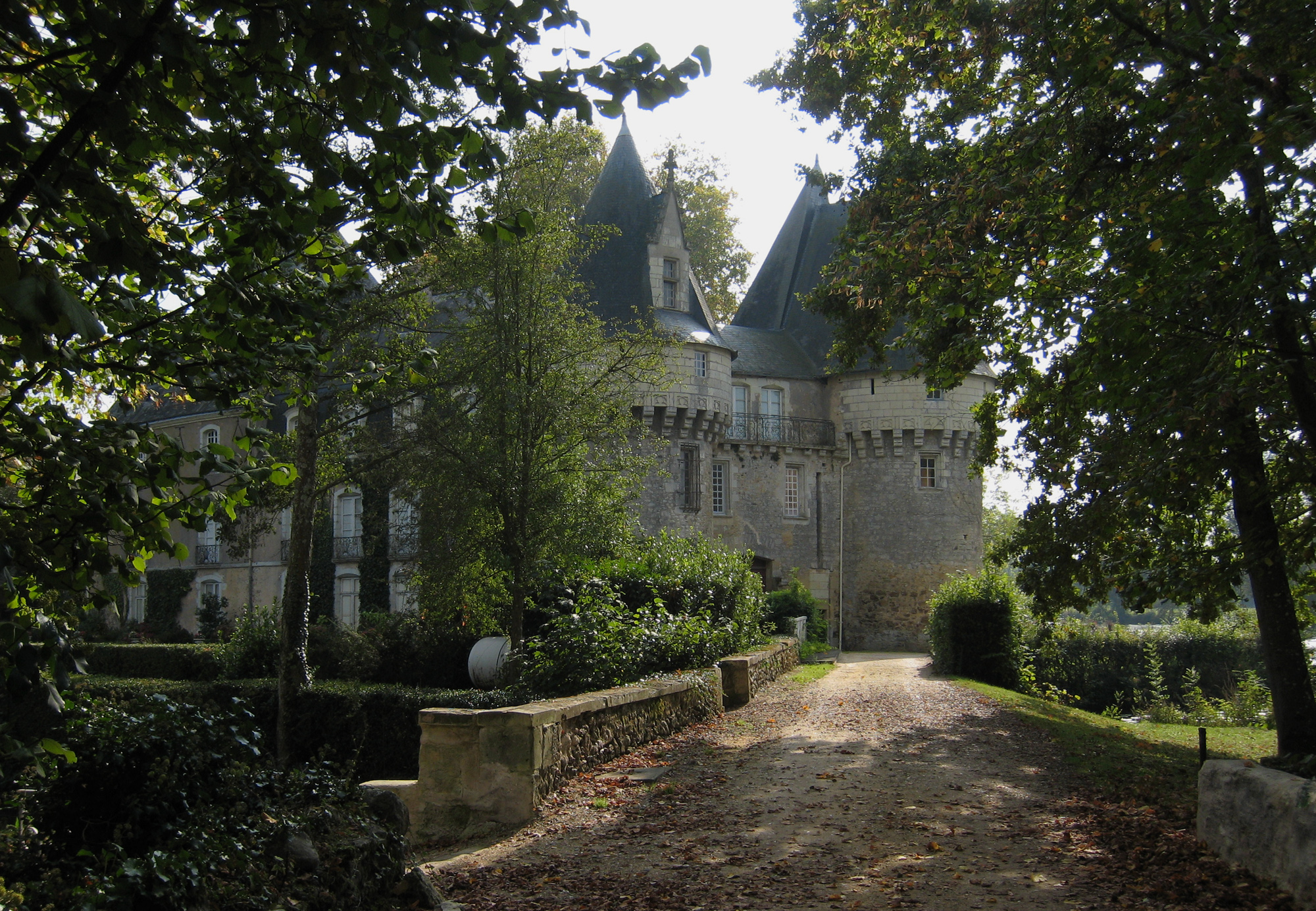
Le château de Bazouges.

- Château de Bazouges, des XIe, XVe et XVIIIe siècles, classé au titre des monuments historiques depuis 1928, et ses dépendances, inscrites au titre des monuments historiques depuis 1994[21].
- Château de la Barbée, des XVe, XVIIe, XVIIIe et XIXe siècles, inscrit au titre des monuments historiques depuis 1991[22].
- Église Saint-Aubin, du XIe siècle (1008), avec nef du XVe siècle, classée au titre des monuments historiques depuis 1862[23].
- Tour dite du Pilori, du XVIe siècle, ancien escalier hors d'œuvre d'une construction importante, sur la place de l'église Saint-Aubin.
- Château de Fontaines, XVe, XVIIe et XVIIIe siècles, recensé à l'inventaire général du patrimoine culturel[24].
- Château et chapelle d'Ambrières, XVIIIe et XIXe siècles, recensé à l'inventaire général du patrimoine culturel[25].
- Château et chapelle Sainte-Barbe de Marigné, XVIIe, XVIIIe et XIXe siècles, recensé à l'inventaire général du patrimoine culturel[26].
- Manoir du Palais, des XVe et XVIe siècles, aujourd'hui dépendance du château de Marigné, recensé à l'inventaire général du patrimoine culturel[27].
- Demeure des Châtaigniers, probablement sur des bases des XIIe et XIIIe, siècles, modifiée aux XVe, XVIe et XIXe siècles, recensée à l'inventaire général du patrimoine culturel[28].
- Manoir de la Corbinière, des XIVe, ou XVe, XVIe, XVIIe et XIXe siècles, recensé à l'inventaire général du patrimoine culturel[29].
- Château de la Boizardière, XVIe siècle (?).

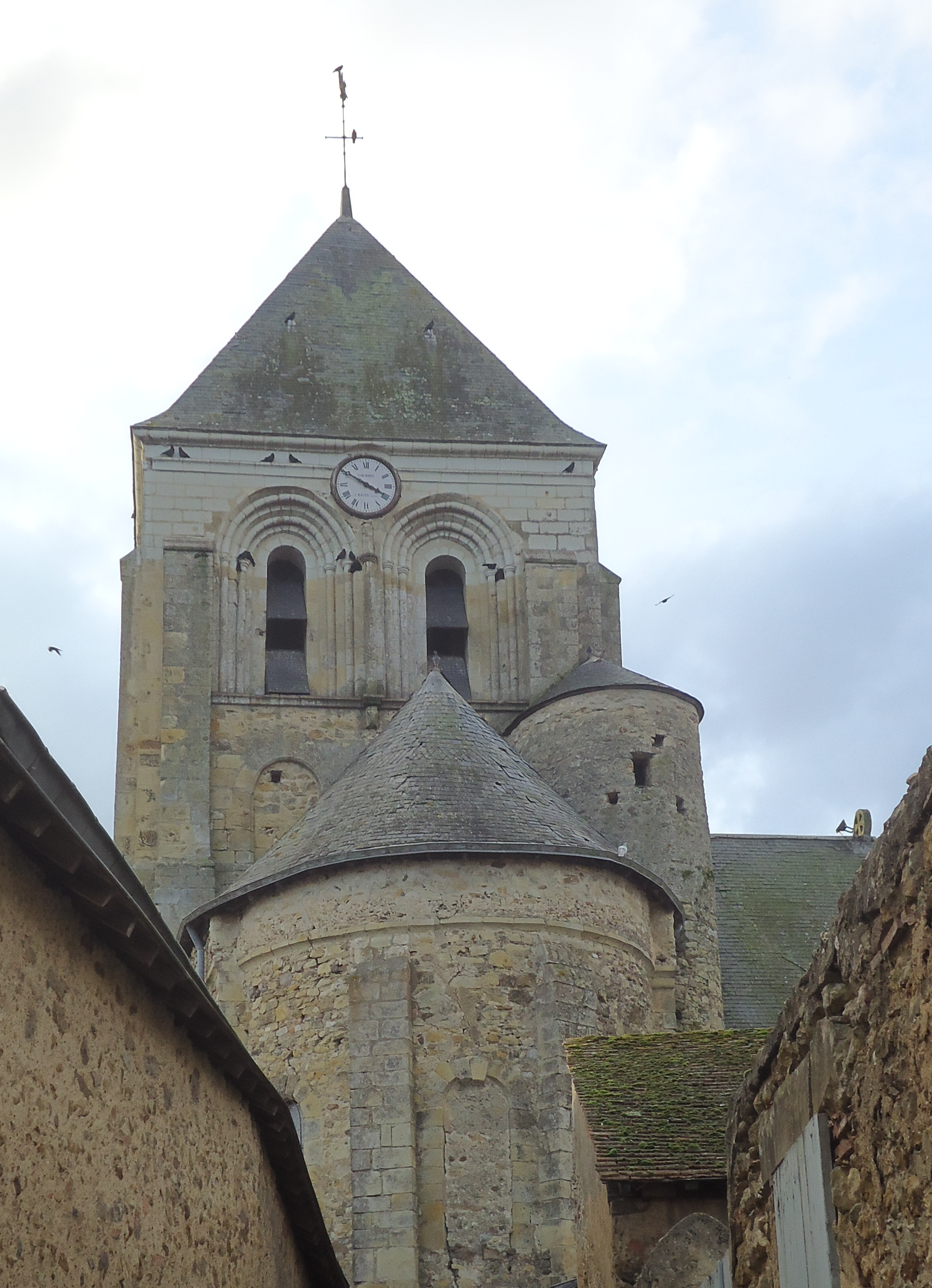
L'église Saint-Aubin.
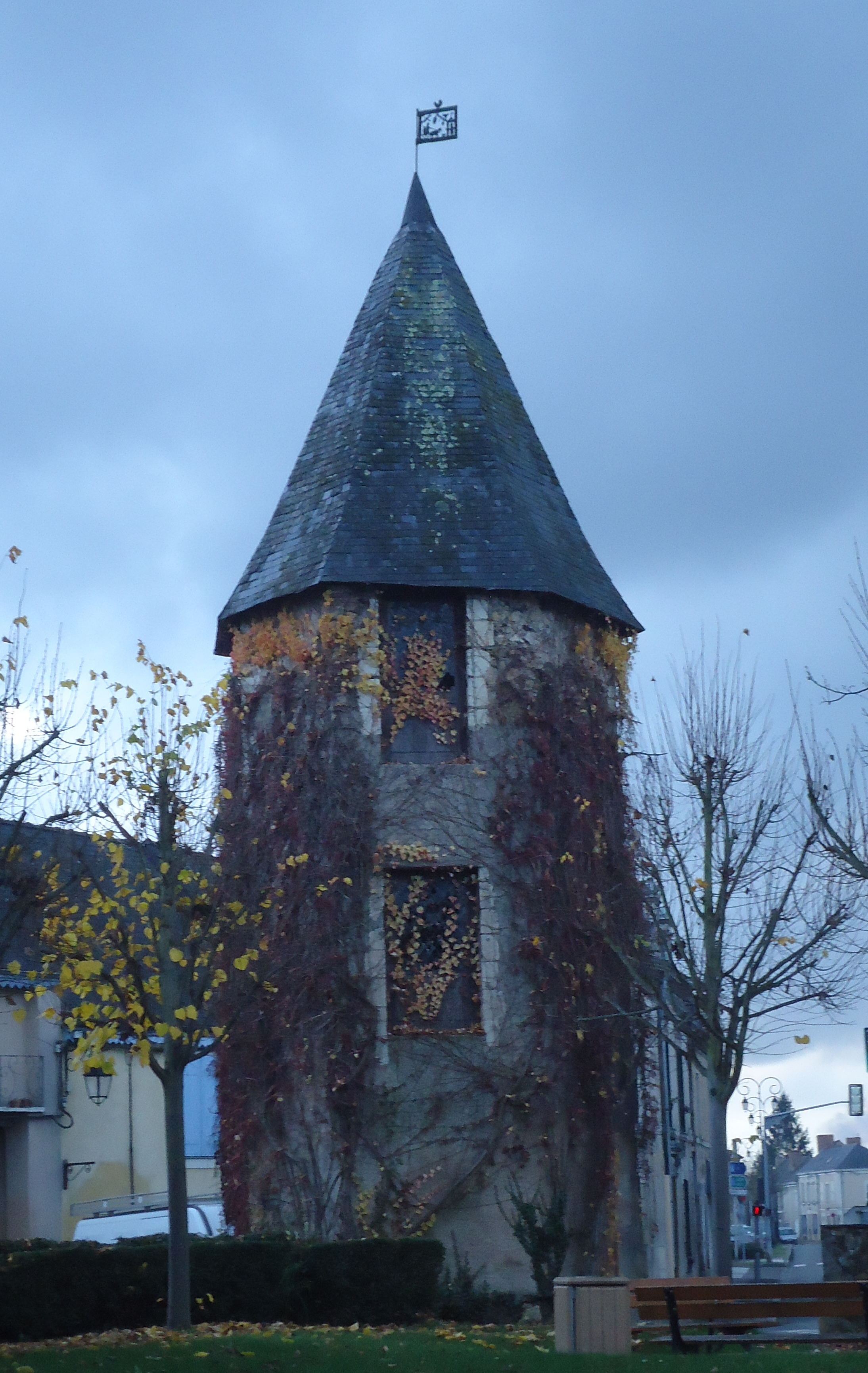
La tour du Pilori.
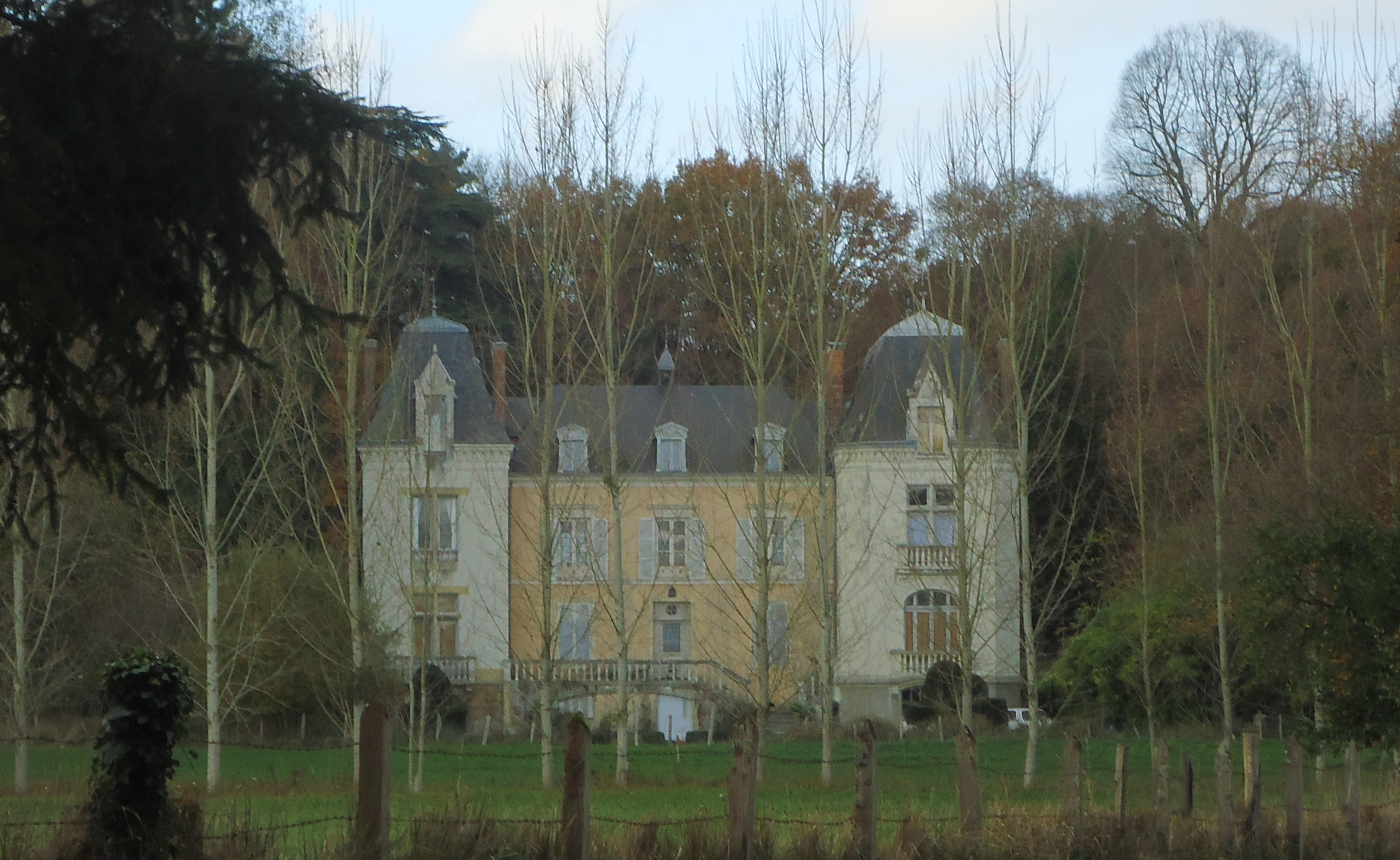
Le château des Fontaines.
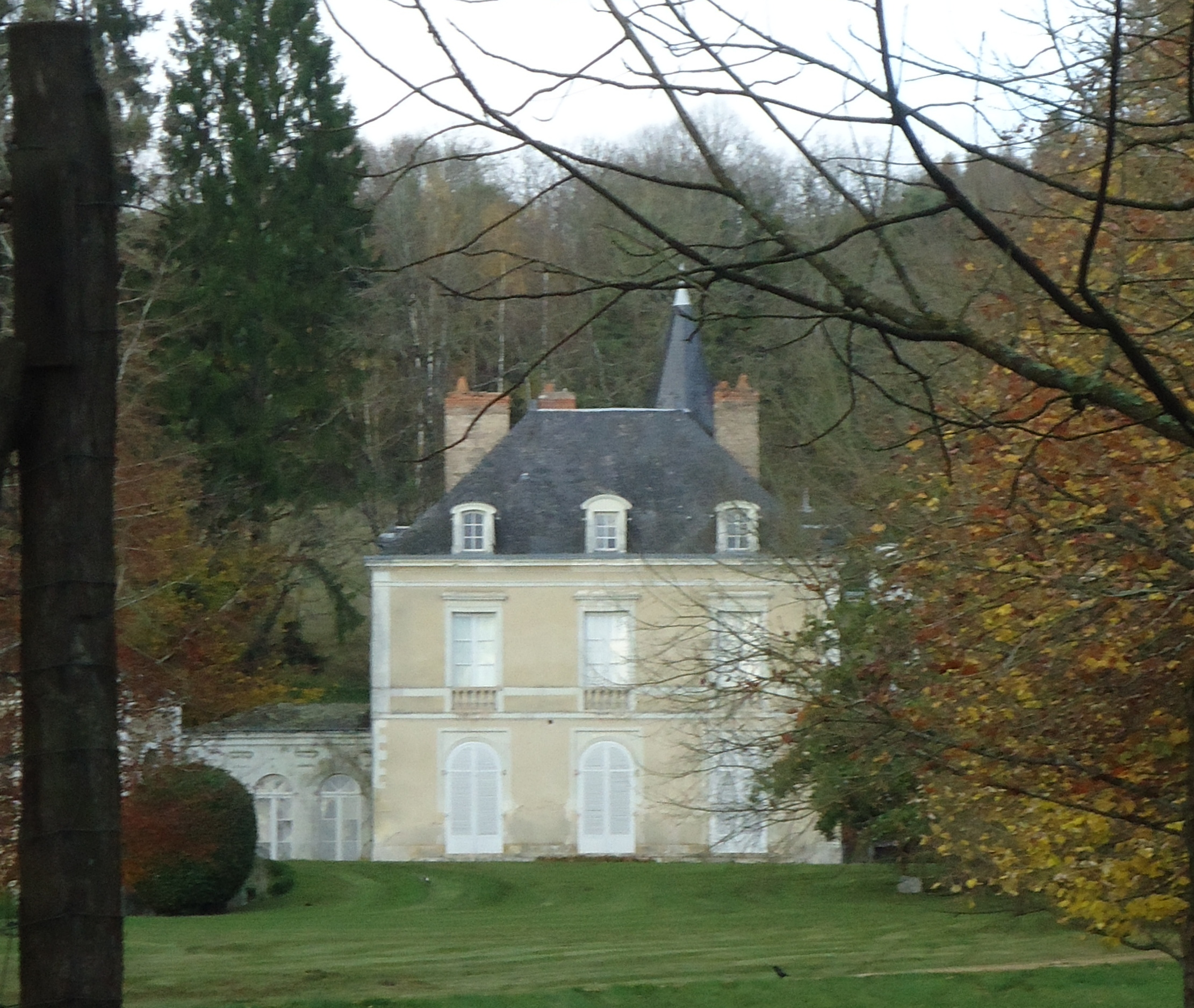
Le château d'Ambrières.
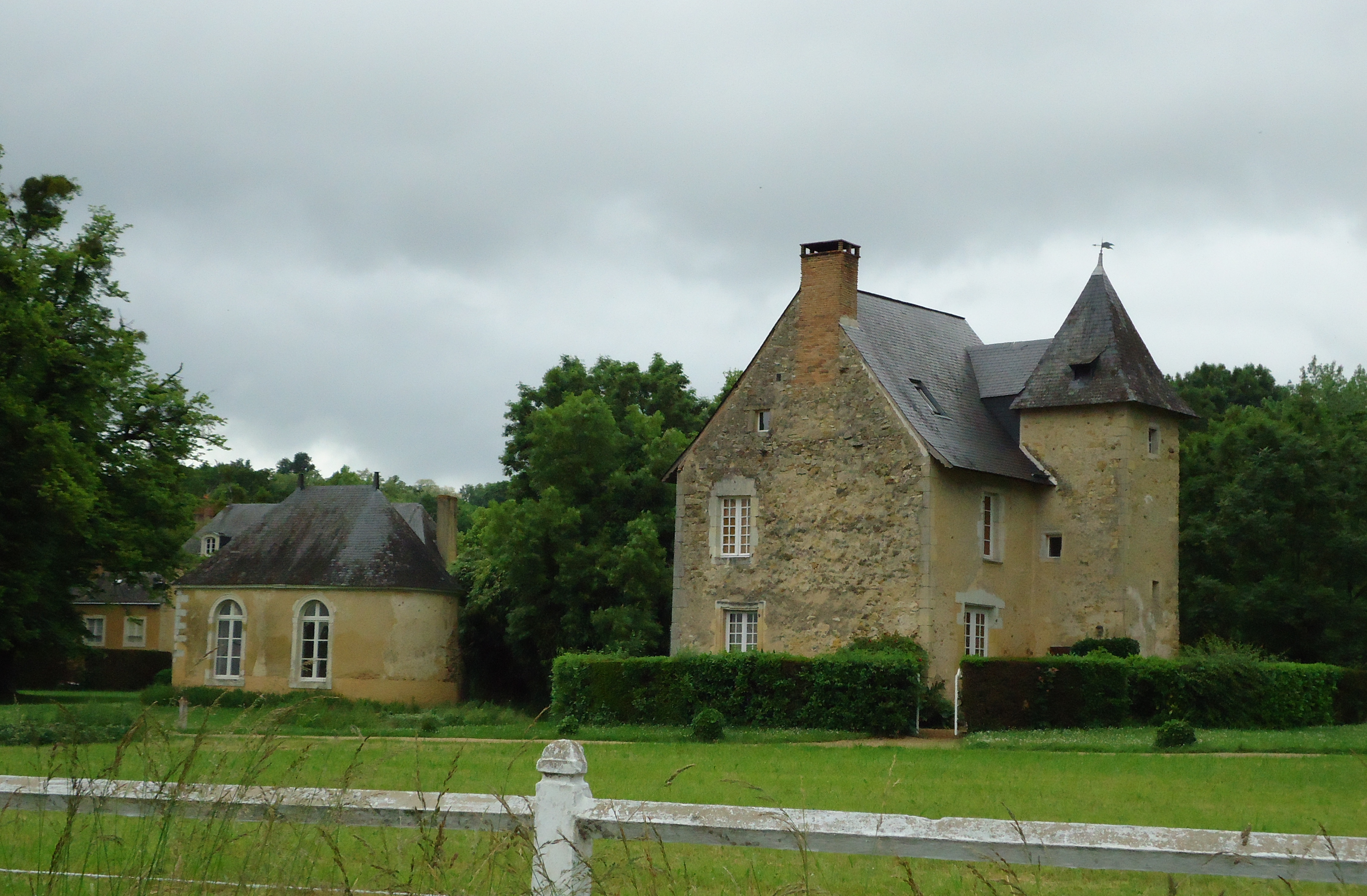
Le manoir du Palais et la chapelle Sainte-Barbe.

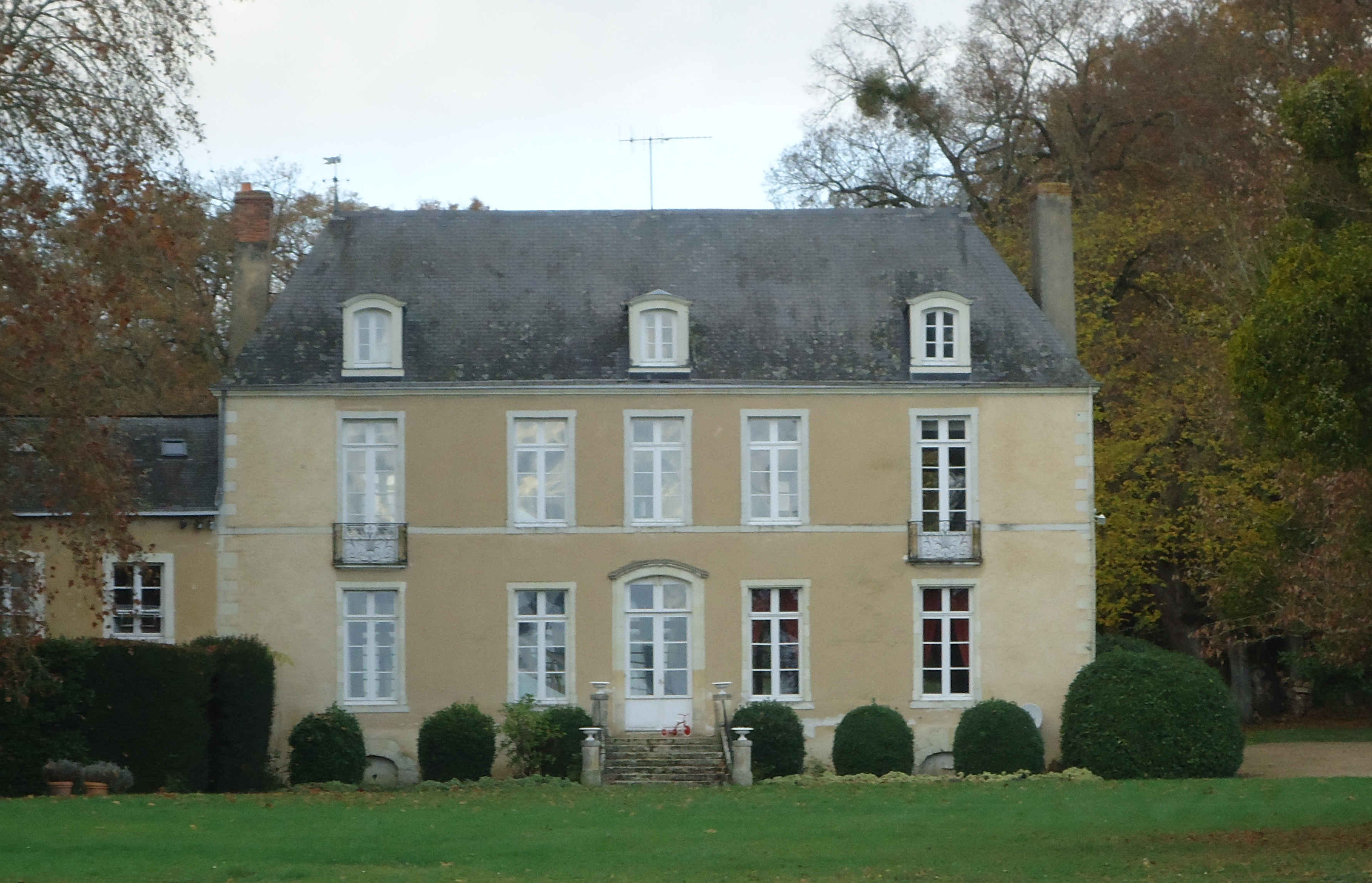
Le château de Marigné.
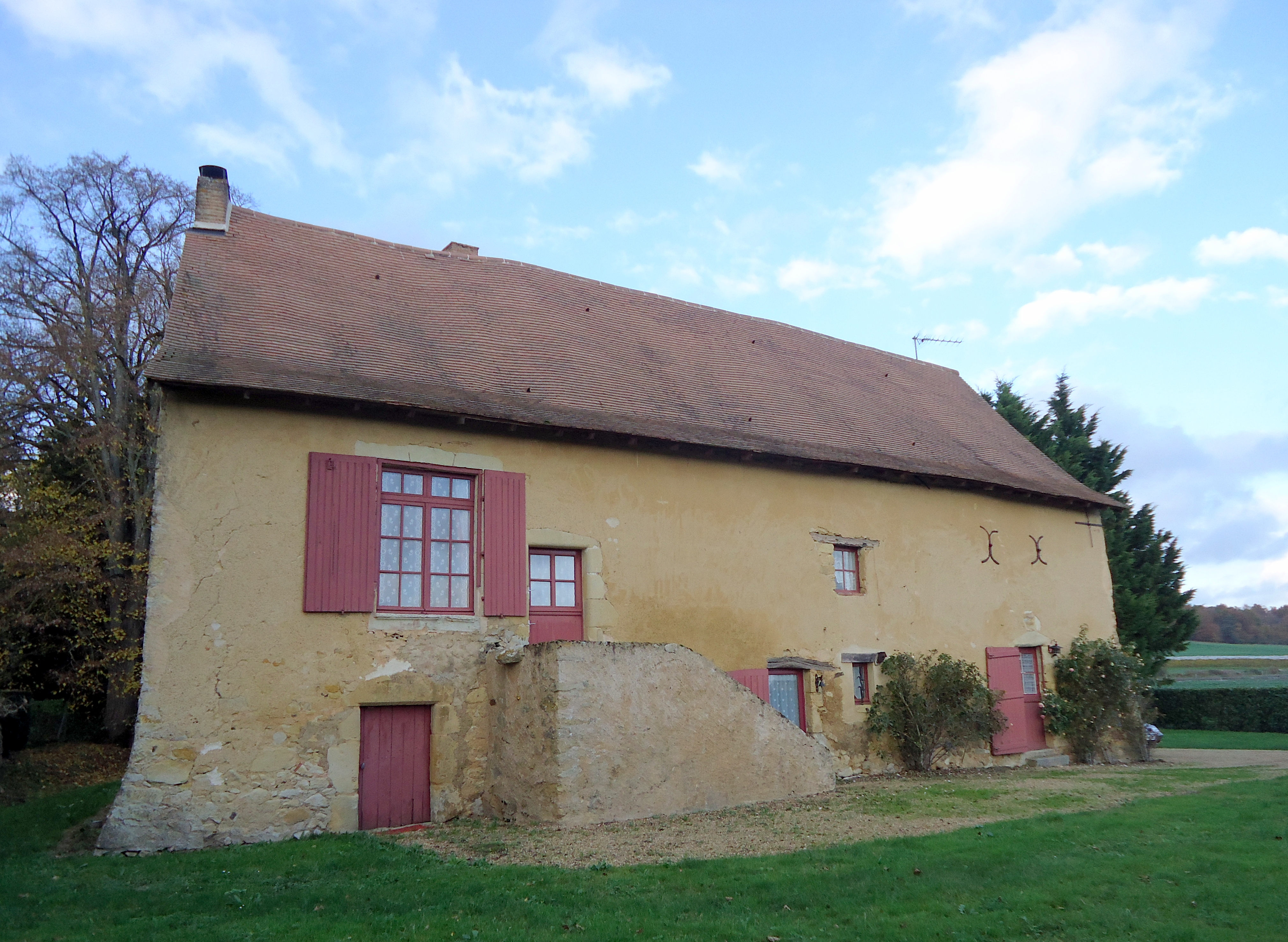
La demeure des Châtaigniers.
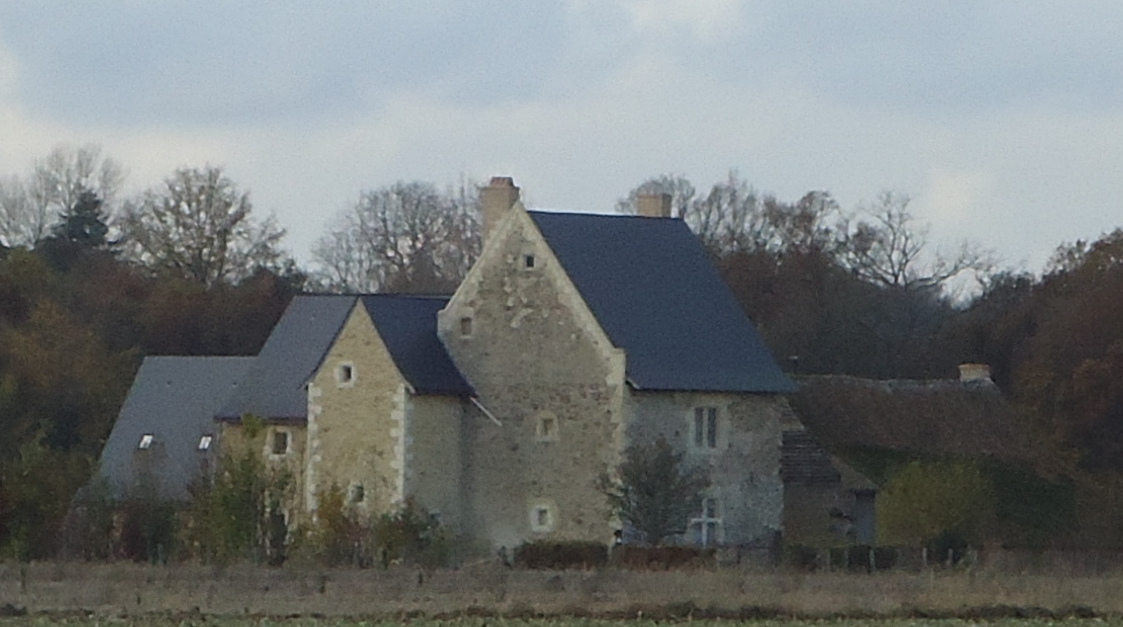
Le manoir de la Corbinière.

### Héraldique
| Blason de Bazouges-sur-le-Loir | Blason  | D'azur au lion burelé d'argent et de gueules.    |
| Blason de Bazouges-sur-le-Loir | Détails | Le statut officiel du blason reste à déterminer. |